# Bamboeboszanger
De bamboeboszanger (Abroscopus superciliaris) is een vogel in de familie van de Cettiidae.

## Kenmerken
De bamboeboszanger is een 11 cm lang vogeltje, met een citroengele borst en olijfgroene bovendelen. De keel is wit en de kop is bovenop donker met een opvallende witte wenkbrauwstreep.

## Voorkomen en leefgebied
De bamboeboszanger is te vinden in Bangladesh, Bhutan, Cambodja, Zuid-China, India, Grote Soenda-eilanden, Laos, Malakka, Myanmar, Nepal, Thailand en in Vietnam. Het leefgebied is subtropisch of tropisch laagland regenwoud maar ook heuvellandbos en nevelwoud tussen de 1000 en 1300 m boven de zeespiegel. De vogel heeft een voorkeur voor ondergroei met bamboe.
De soort telt 10 ondersoorten:
- A. s. flaviventris: van de centrale Himalaya tot oostelijk Bangladesh en westelijk Myanmar.
- A. s. drasticus: noordoostelijk India en noordelijk Myanmar.
- A. s. smythiesi: centraal Myanmar.
- A. s. superciliaris: van oostelijk en zuidelijk Myanmar, zuidelijk China, noordelijk en westelijk Thailand tot noordelijk en centraal Laos.
- A. s. euthymus: Vietnam.
- A. s. bambusarum: noordelijk Thailand.
- A. s. sakaiorum: centraal en zuidelijk Malakka.
- A. s. papilio: Sumatra.
- A. s. schwaneri: Borneo.
- A. s. vordermani: Java.

## Status
De grootte van de populatie is niet gekwantificeerd, maar er is geen aanleiding te veronderstellen dat de soort in aantal achteruit gaat, daarom staat de bamboeboszanger als niet bedreigd op de Rode Lijst van de IUCN.